# Паттада
Паттада (итал. Pattada) — коммуна в Италии, располагается в регионе Сардиния, подчиняется административному центру Сассари.
Население составляет 3513 человека, плотность населения составляет 21,28 чел./км². Занимает площадь 165,08 км². Почтовый индекс — 7016. Телефонный код — 079.
Покровительницей коммуны почитается святая Сабина. Праздник ежегодно празднуется 29 августа.